# Tarantula / Fasten Your Seatbelt
Tarantula / Fasten Your Seatbelt — четвёртый по счёту сингл австралийского drum and bass-коллектива Pendulum. Был выпущен 27 июня 2005 года на лейбле Breakbeat Kaos. Сингл достиг максимума на 60 позиции в UK Singles chart.

## Позиции в чартах
Сингл стартовал 27 июня 2005 в чарте UK Singles Chart с 60 позиции. Неделю спустя он покинул чарт.
| Чарт (2005)      | Лучшая позиция |
| ---------------- | -------------- |
| UK Singles Chart | 60             |

## Форматы и трек-листы
Сингл был выпущен в 2 форматах: CD и 12" vinyl.

| 12" vinyl single, picture disc (BBK009A; выпущен 27 Июня 2005) A. «Tarantula» — 5:31 AA. «Fasten Your Seatbelt» — 6:38 | CD single (BBK009SCD; выпущен 27 Июня 2005) 1. «Tarantula» (radio edit) — 3:25 2. «Fasten Your Seatbelt» — 6:38 3. «Tarantula» (Serial Killer mix) — 3:53 |